# Estil de referències de la American Psychological Association
L'estil APA és l'estàndard elaborat per l'Associació Americana de Psicologia que els autors utilitzen al moment de presentar els seus documents o textos per a les revistes publicades per l'entitat. Es va desenvolupar per ajudar a la comprensió de lectura en les ciències socials i del comportament, per a major claredat de la comunicació, i per «expressar les idees amb un mínim de distracció i un màxim de precisió».

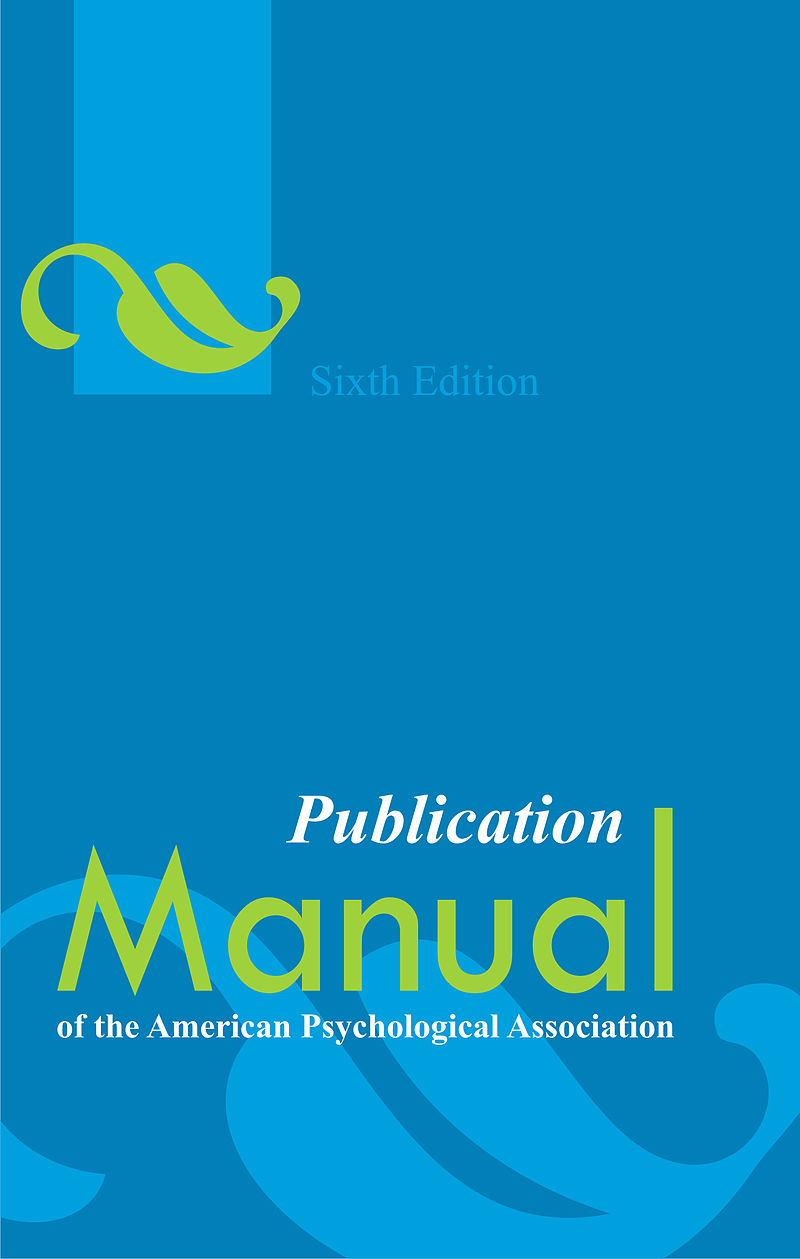
Sisena versió del Manual de la American Psychological Association (APA)

El manual de publicacions de l'APA conté directrius per a tots els aspectes relacionats amb la redacció, especialment en les ciències socials, des de la determinació de l'autoria fins a la construcció d'un quadre per evitar el plagi, i per a la precisió en les referències bibliogràfiques.
El model s'ha estès a través del món i és un dels preferits per molts autors i institucions. És utilitzat freqüentment per a les cites a textos en un article, llibre, Internet i altres formes de documents; de fet, moltes revistes científiques ho prenen com a únic vàlid per a la creació de cites i bibliografies en publicacions.
L'estil APA és l'estil utilitzat en l'elaboració dels articles de Viquipèdia.